# Tratado de Lausanne
O tratado de Lausanne (ou Lausana) é um tratado de paz firmado em 24 de julho de 1923 na cidade suíça de Lausanne por Reino Unido, França, Itália, Japão, Grécia, Romênia, Reino dos Sérvios, Croatas e Eslovenos, e Turquia. O acordo levou ao reconhecimento internacional da nova República da Turquia como sucessora do extinto Império Otomano e anulou o tratado de Sèvres, de 1920, que havia sido assinado pelo governo otomano de Istambul.

## Antecedentes

A Turquia segundo o tratado de Sèvres. Este acordo foi anulado pelo tratado de Lausanne, após a guerra de independência turca.

O tratado de Lausanne substituiu o tratado de Sèvres, um acordo de paz assinado entre os Aliados e o Império Otomano após a Primeira Guerra Mundial. O tratado de Sèvres partilhava o Império Otomano entre o Reino da Grécia, o Reino de Itália, o Império Britânico e a República francesa (tanto cedendo territórios quanto criando zonas de influência), além estabelecer a independência da Armênia e a criação de um estado curdo. O antigo tratado foi recusado pelo movimento nacionalista chefiado por Mustafá Kemal Atatürk. Em seguida à vitória desse sobre as forças de ocupação estrangeiras ao fim da guerra de independência turca (1919-1922), reuniu-se uma conferência internacional para substituir o tratado de Sèvres, resultando no tratado de Lausanne.

## O tratado
O tratado foi assinado em 24 de julho de 1923 em Lausanne entre a Turquia, de um lado, e França, Itália, Reino Unido, Japão, Grécia, Romênia e Reino dos Sérvios, Croatas e Eslovenos, de outro.
O tratado reconheceu a legitimidade do regime de Atatürk instalado em Ancara e definiu as fronteiras da Turquia moderna. Esta renunciou às antigas províncias árabes, à ilha de Chipre (que passou aos britânicos) e ao Dodecaneso (ocupado pelos italianos). A Turquia passa a limitar-se à Anatólia (ocidental e oriental) e à Trácia Oriental. Seguiram-se trocas populacionais entre gregos e turcos (1,6 milhões de gregos otomanos e 385 mil muçulmanos da Grécia). Os Aliados obtiveram concessões importantes da parte da Turquia para os territórios árabes e europeus do extinto Império Otomano. Em contrapartida, renunciaram às suas reivindicações referentes à independência ou autonomia do Curdistão e da Armênia, previstas no tratado de Sèvres. Os controles sobre as finanças e as forças armadas turcas foram suprimidos. Os estreitos dos Dardanelos e do Bósforo foram abertos sem restrições ao comércio.
Paralelamente, o governo turco assinou com a União Soviética o tratado de Carse, pelo qual os soviéticos entregaram à Turquia um território disputado (e atribuído à Rússia pelo tratado de San Stefano em 1878), povoado pelos lazos, meskhetes e armênios, os quais foram expulsos e substituídos por turcos e curdos.